# Гавронкі (Згерський повіт)
Гавронкі (пол. Gawronki) — село в Польщі, у гміні Гловно Згерського повіту Лодзинського воєводства.
Населення — 32 особи (2011).

## Демографія
Демографічна структура станом на 31 березня 2011 року:
|          | Загалом | Допрацездатний вік | Працездатний вік | Постпрацездатний вік |
| -------- | ------- | ------------------ | ---------------- | -------------------- |
| Чоловіки | 17      | 3                  | 10               | 4                    |
| Жінки    | 15      | 3                  | 8                | 4                    |
| Разом    | 32      | 6                  | 18               | 8                    |